# Sainte-Marie-d'Alloix
Sainte-Marie-d'Alloix est une commune française située dans le département de l'Isère en région Auvergne-Rhône-Alpes.
Ses habitants sont appelés les Maloux (anciennement appelés Allumontins)

## Géographie

### Situation et description
Sainte-Marie-d'Alloix est une petite commune à l'aspect essentiellement rural. Située au pied des falaises orientales du massif de la Chartreuse, elle est rattachée à la communauté de communes Le Grésivaudan.
Un bac liait la commune au Cheylas.

### Sites géologiques remarquables
La banquette interglaciaire de Barraux et les vallées perchées du Grésivaudan sont un site géologique remarquable de 556,69 hectares qui se trouve sur les communes de Goncelin, Le Cheylas, La Flachère, Morêtel-de-Mailles, Sainte-Marie-d'Alloix et Saint-Vincent-de-Mercuze-Sainte-Marie-du-Mont. En 2014, ce site d'intérêt géomorphologique est classé « deux étoiles » à l'« Inventaire du patrimoine géologique ».

### Climat
Pour des articles plus généraux, voir Climat d'Auvergne-Rhône-Alpes et Climat de l'Isère.
En 2010, le climat de la commune est de type climat océanique altéré, selon une étude du Centre national de la recherche scientifique s'appuyant sur une série de données couvrant la période 1971-2000. En 2020, Météo-France publie une typologie des climats de la France métropolitaine dans laquelle la commune est exposée à un climat de montagne ou de marges de montagne et est dans la région climatique  Alpes du nord, caractérisée par une pluviométrie annuelle de 1 200 à 1 500 mm, irrégulièrement répartie en été. 
Pour la période 1971-2000, la température annuelle moyenne est de 11,7 °C, avec une amplitude thermique annuelle de 19,3 °C. Le cumul annuel moyen de précipitations est de 1 223 mm, avec 9,4 jours de précipitations en janvier et 8 jours en juillet. Pour la période 1991-2020, la température moyenne annuelle observée sur la station météorologique de Météo-France la plus proche, « Pipay_sapc », sur la commune de Theys à 9 km à vol d'oiseau, est de 6,3 °C et le cumul annuel moyen de précipitations est de 1 545,8 mm,. Pour l'avenir, les paramètres climatiques de la commune estimés pour 2050 selon différents scénarios d'émission de gaz à effet de serre sont consultables sur un site dédié publié par Météo-France en novembre 2022.

### Hydrographie
Le territoire communal est bordé, à l'est, par l'Isère.

### Voies de communication et transports
Le territoire de la commune de Sainte-Marie-d'Alloix est traversé par deux voies à grande circulation, l'autoroute A 41 et l'ancienne route nationale 90 qui relient Grenoble à Chambéry (pour l'autoroute) et Albertville (pour (l'ancienne route nationale), selon un axe nord-sud.

## Urbanisme

### Typologie
Au 1er janvier 2024, Sainte-Marie-d'Alloix est catégorisée bourg rural, selon la nouvelle grille communale de densité à sept niveaux définie par l'Insee en 2022.
Elle appartient à l'unité urbaine de Le Touvet, une agglomération intra-départementale regroupant trois  communes, dont elle est une commune de la banlieue,,. Par ailleurs la commune fait partie de l'aire d'attraction de Grenoble, dont elle est une commune de la couronne,. Cette aire, qui regroupe 204 communes, est catégorisée dans les aires de 700 000 habitants ou plus (hors Paris),.

### Occupation des sols
L'occupation des sols de la commune, telle qu'elle ressort de la base de données européenne d’occupation biophysique des sols Corine Land Cover (CLC), est marquée par l'importance des territoires agricoles (60,8 % en 2018), en diminution par rapport à 1990 (61,8 %). La répartition détaillée en 2018 est la suivante : 
zones agricoles hétérogènes (38,3 %), terres arables (22,5 %), forêts (14 %), eaux continentales (13,9 %), zones urbanisées (11,3 %). L'évolution de l’occupation des sols de la commune et de ses infrastructures peut être observée sur les différentes représentations cartographiques du territoire : la carte de Cassini (XVIIIe siècle), la carte d'état-major (1820-1866) et les cartes ou photos aériennes de l'IGN pour la période actuelle (1950 à aujourd'hui).

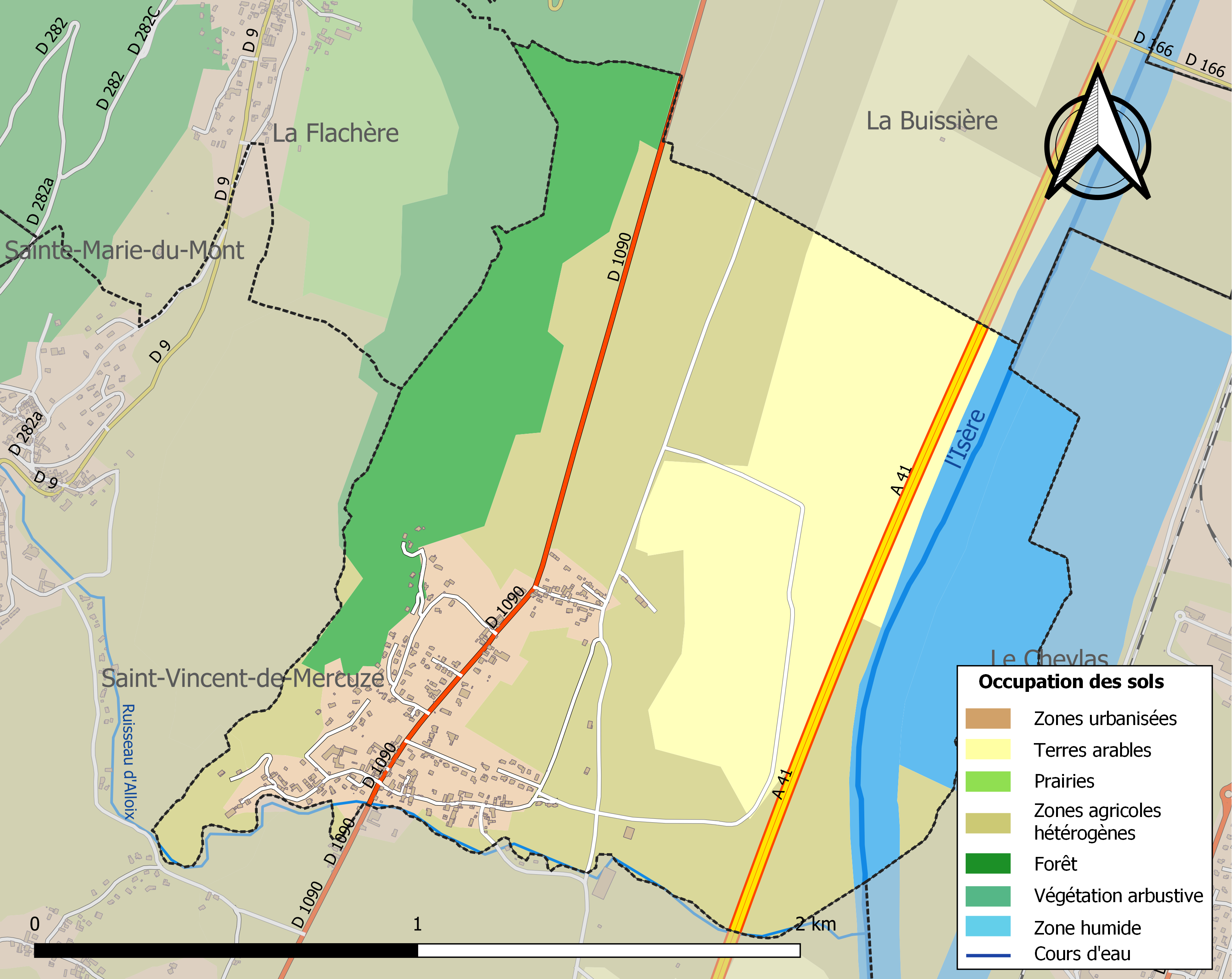
Carte des infrastructures et de l'occupation des sols de la commune en 2018 (CLC).

### Risques naturels et technologiques

#### Risques sismiques
L'ensemble du territoire de la commune de Sainte-Marie-d'Alloix est situé en zone de sismicité n°4, à l'instar de l'ensemble des territoires des communes du massif de la Chartreuse et de la vallée du Gréisvaudan.
| Type de zone | Niveau            | Définitions (bâtiment à risque normal) |
| ------------ | ----------------- | -------------------------------------- |
| Zone 4       | Sismicité moyenne | accélération = 1,6 m/s2                |

## Histoire
Nombreux sont les vestiges d'époque romaine découverts sur la commune ; au centre du village passait l'ancienne voie romaine, qui allait de Grenoble (Cularo) à Chambéry (Lemincum).
Par contre, aucune présence de maisons fortes ou châteaux du Moyen Âge n'est attestée à Sainte-Marie-d'Alloix.

### Administration municipale

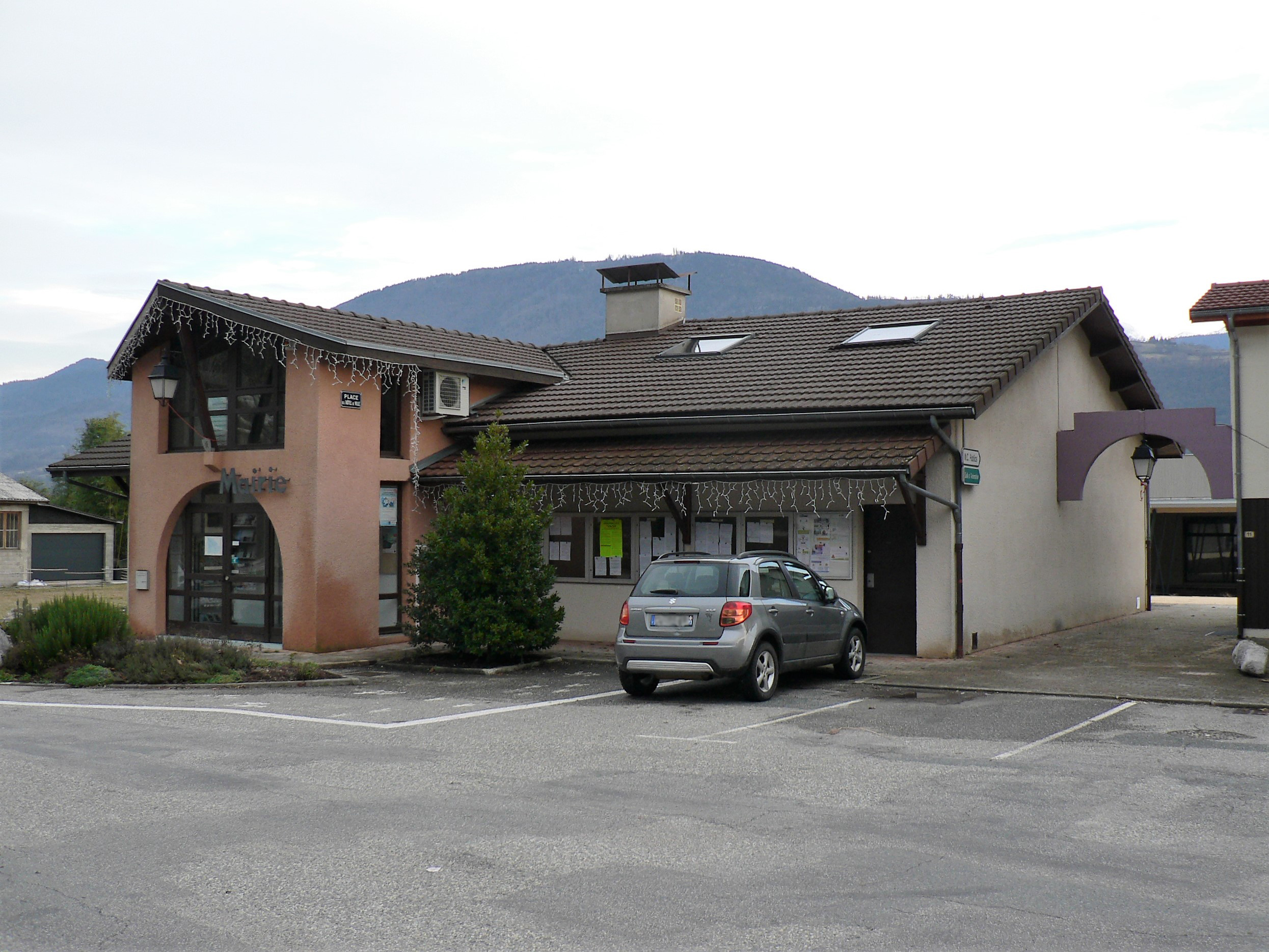
La mairie.

## Politique et administration

### Liste des maires
| Période                                  | Période   | Identité               | Étiquette | Qualité    |
| ---------------------------------------- | --------- | ---------------------- | --------- | ---------- |
| avant 1988                               | ?         | Bernard Revil-Signorat |           |            |
| mars 2001                                | mars 2014 | Jean-Michel Bouclans   | PCF       |            |
| mars 2014                                | 2020      | Christian Benone       | SE        | Architecte |
| 2020                                     | En cours  | Michel Basset          | EÉLV      |            |
| Les données manquantes sont à compléter. |           |                        |           |            |

## Population et société

### Démographie
L'évolution du nombre d'habitants est connue à travers les recensements de la population effectués dans la commune depuis 1793. Pour les communes de moins de 10 000 habitants, une enquête de recensement portant sur toute la population est réalisée tous les cinq ans, les populations de référence des années intermédiaires étant quant à elles estimées par interpolation ou extrapolation. Pour la commune, le premier recensement exhaustif entrant dans le cadre du nouveau dispositif a été réalisé en 2007.

En 2022, la commune comptait 484 habitants, en évolution de +0,83 % par rapport à 2016 (Isère : +3,07 %, France hors Mayotte : +2,11 %).
| 1793 | 1800 | 1806 | 1821 | 1831 | 1836 | 1841 | 1846 | 1851 |
| ---- | ---- | ---- | ---- | ---- | ---- | ---- | ---- | ---- |
| 312  | 340  | 347  | 303  | 332  | 365  | 350  | 360  | 350  |

| 1856 | 1861 | 1866 | 1872 | 1876 | 1881 | 1886 | 1891 | 1896 |
| ---- | ---- | ---- | ---- | ---- | ---- | ---- | ---- | ---- |
| 340  | 342  | 355  | 236  | 320  | 305  | 309  | 268  | 254  |

| 1901 | 1906 | 1911 | 1921 | 1926 | 1931 | 1936 | 1946 | 1954 |
| ---- | ---- | ---- | ---- | ---- | ---- | ---- | ---- | ---- |
| 238  | 221  | 210  | 220  | 200  | 202  | 207  | 206  | 219  |

| 1962 | 1968 | 1975 | 1982 | 1990 | 1999 | 2006 | 2007 | 2012 |
| ---- | ---- | ---- | ---- | ---- | ---- | ---- | ---- | ---- |
| 208  | 186  | 211  | 308  | 413  | 568  | 568  | 568  | 550  |

| 2017 | 2022 | - | - | - | - | - | - | - |
| ---- | ---- | - | - | - | - | - | - | - |
| 478  | 484  | - | - | - | - | - | - | - |

### Enseignement
La commune est rattachée à l'académie de Grenoble.

### Sports
- L'ASTT 38  (Association Sportive du Touvet-Terrasse 38 football). Champion d'isère -13 ans en 2008.

### Médias
Historiquement, le quotidien à grand tirage Le Dauphiné libéré consacre, chaque jour, y compris le dimanche, dans son édition du Grésivaudan, un ou plusieurs articles à l'actualité de la ville, ainsi que des informations sur les éventuelles manifestations locales, les travaux routiers, et autres événements divers à caractère local. 
La commune est située sur l'aire de diffusion de radio Ici Isère, une radio publique qui émet sur tout le territoire du département de l'Isère.

### Cultes
La communauté catholique et l'église de Sainte-Marie-d'Alloix (propriété de la commune) sont rattachées à la paroisse des Saints Apôtres et au doyenné du Haut-Grésivaudan qui sont, quant à eux, rattachés au diocèse de Grenoble.

## Économie
Le commune fait partie de l'aire géographique de production et transformation du « Bois de Chartreuse », la première AOC de la filière Bois en France,.

## Culture locale et patrimoine

### Lieux et monuments
- Église Saint-Barthélemy.
- Le bassin du Cheylas.

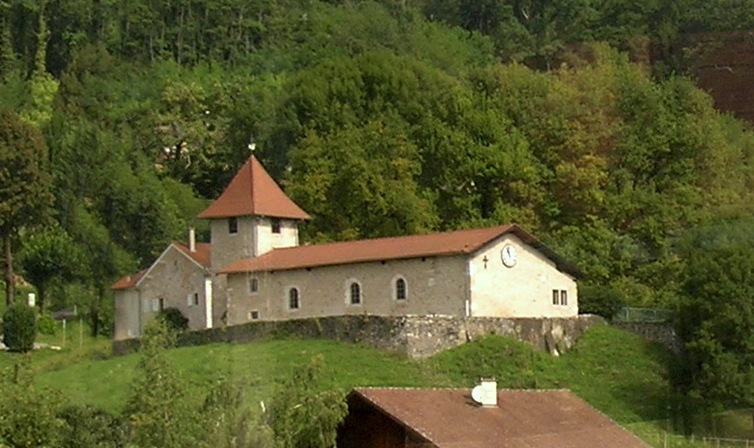
L'église.

- Les bassins Buchet haut et Buchet plaine.